# Умирающая Земля
«Умирающая Земля» (англ. The Dying Earth) — сборник фантастических рассказов Джека Вэнса, выпущенный в 1950 году. Сборник составляют шесть слабо связанных между собой рассказов с общими героями. Действие происходит в далёком будущем, когда Солнце стало настолько старым, что вот-вот погаснет и на Земле настанет вечная ночь. Человечество почти исчезло, многие города разрушены и по диким местам бродят разные страшные монстры. Люди почти утратили добродетель и предаются разврату и прочим злым прихотям. Процветают магия и колдовство, хотя и они являются лишь отголоском прошлого. Многие заклинания и книги утеряны, а оставшиеся маги вынуждены по крупицам собирать утраченные знания, нередко вступая в открытое противоборство.
В дальнейшем серия была продолжена выпуском ещё одного сборника рассказов под названием Глаза чужого мира, которые были объединены единой сюжетной линией, повествующей о приключениях мошенника и авантюриста по имени Кугель.

## Туржан Миирский
Разочарованный своими безуспешными попытками создания искусственного человека, Туржан использует древнее заклинание чтобы переместиться в Эмбелион, мир существующий в другом измерении и созданный Панделумом — величайшим из ныне живущих магов. В Эмбелионе не существует зла, и его небо переливается разными цветами. Панделум соглашается принять Туржана в ученики и обучить созданию искусственного человека, но взамен Туржан должен украсть и принести амулет правителя города Каиин — Принца Кандива Золотого. Туржан успешно справляется с заданием, и Панделум берёт его в ученики. Достигнув нужного уровня мастерства, Туржан создал девушку с зелёными волосами, которую он назвал Флориэль. Однако вскоре Флориэль погибает от руки Т’саис. Т’саис была результатом неудачного эксперимента Панделума — она обладала прекрасной внешностью, но её разум был неспособен видеть красоту, и все окружающее вызывало в ней злобу и отвращение. Впоследствии Туржан под руководством Панделума создаёт её копию, но без дефекта в разуме — Т’саин. Однажды гуляя в лесу, две девушки встретились. Т’саин удалось убедить Т’саис что в мире есть красота и любовь и она должна постараться познать их. Рассказ заканчивается на том, что Т’саис отправляется к Панделуму с просьбой отправить её на Землю.

## Волшебник Мазириан
Мазириан — могущественный маг и враг Туржана Миирского. Ему удаётся взять последнего в плен, но Туржан отказывается раскрыть ему секрет выращивания искусственных людей в чанах. Мазириан уменьшает Туржана в несколько раз и помещает его в клетку с маленьким драконом, надеясь что рано или поздно Туржан устанет от постоянного преследования и раскроет все секреты. Работая в саду, Мазириан раз за разом замечает девушку на коне, наблюдающую за ним (Т’саин). Даже самые сильные заклинания на неё не действуют, и все попытки Мазириана поймать её оказываются тщетны. Наконец, вооружившись несколькими заклинаниями, Мазириан отправляется за ней в погоню. В ходе преследования девушке с помощью ловкости и магии удаётся заставить мага растратить все свои заклинания. Затем она заманивает Мазириана в рощу из частично разумных деревьев, питающихся живыми существами проходящими мимо, где он и погибает. Вернувшись в особняк Мазириана, Т’саин освобождает Туржана и умирает у него на руках от полученных в ходе погони ран и истощения. С мёртвой Т’саин Туржан отправляется в свой замок, надеясь воссоздать её заново в своих чанах.

## Т’саис
Данный рассказ является непосредственным продолжением первого рассказа сборника. Т’саис направляется к Панделуму, который соглашается отправить её на Землю, и даёт ей волшебный меч, амулет обращающий любое заклинание на применившего его, и мешочек с драгоценностями. Очутившись на земле, Т’саис сталкивается с Лайаном Странником, который пытал мужчину и женщину, чтобы добиться от них нужной информации. В ходе пыток женщина умирает. Т’саис ранит Лайана и освобождает мужчину. Продолжив свою дорогу, девушка вскоре подвергается новой опасности: её грабят и обезоруживают бандиты. Между бандитами возникает драка за право изнасиловать девушку первым. Т’саис пользуется этим чтобы завладеть своим мечом и расправляется с разбойниками. Впоследствии Т’саис находит приют в доме Этарра — человека живущего в одиноко стоящей хижине и скрывающего лицо капюшоном. Этарр рассказывает ей, что его предала ведьма, которую он любил — Джаванна. Она бросила его и дала ему лицо отвратительного демона. В конце рассказа Т’саис и Этарр сталкиваются с Джаванной. Ведьма использует заклинание, но оно отражается на неё саму, лишая её свободы воли. Узнав от Джаванны о существовании древнего безымянного бога в разрушенном городе, все трое отправляются к нему. Божество возвращает Этарру человеческий облик, исцеляет разум Т’саис, позволяя ей познать красоту и любовь, и даёт Джаванне лицо отвратительного демона.

## Лайан-странник
Идя по лесу, Лайан Странник встречается с Твк-человеком и в обмен на соль узнаёт у него новости, в том числе о золотоволосой ведьме по имени Лит, поселившейся на лугу Тамбер. Лайан посещает Лит надеясь добиться её расположения. Лит показывает ему гобелен из золотых нитей, у которого недостаёт части. На гобелене изображена Аривента — родная долина Лит. Ведьма обещает отдаться Лайану если он сможет принести ей недостающую часть гобелена, украденную Чаном Неизбежным. Лайан принимает вызов, надеясь на свою ловкость и имеющийся у него амулет — волшебный бронзовый обруч, позволяющий становиться невидимым. Лайан отправляется в землю Шорохов к развалинам древнего замка, в которых обитает Чан. Он находит недостающую часть гобелена, но как только он снимает её со стены, на него нападает Чан. Лайан бежит и затем использует бронзовый обруч чтобы стать невидимым, но Чан Неизбежный находит его и убивает. Позже этим же днём Чан приносит две золотые нити, созданные им из золотистых глаз Лайана, к порогу Лит. Ведьма вплетает их в гобелен, надеясь что со временем, посылая других безрассудных храбрецов к Чану и получая от него взамен золотые нити, она сможет закончить гобелен и вернуться домой.

## Юлан Дор
Юлан Дор — племянник Принца Кандива Золотого, правителя города Каиин. Принц даёт ему задание отправиться в город Ампридатвир. Согласно одному из древних свитков, последний правитель города — Рогол Домедонфорс, перед смертью создал некий могущественный механизм. Этот механизм может быть активирован при помощи двух табличек, которые он передал враждующим сектам Пансиу и Каздала, и использован для восстановления былого величия города. Поскольку каких-либо существенных разногласий между этими двумя сектами не было, Рогол надеялся что со временем они осознают это, объединят таблички, и смогут жить в мире и согласии.
Через несколько недель морского путешествия Юлан Дор прибывает в полуразрушенный Ампридатвир и замечает странности в поведении его жителей. Часть из них одета только в серую одежду, другая часть — только в зелёную. При этом все жители в одежде одного цвета не замечают жителей в одежде другого цвета — они ходят по разным сторонам улицы, посещают разные лавки, и даже их дети играют раздельно. Юлан Дор знакомится с девушкой по имени Элаи (в серой одежде), которая объясняет ему, что в городе живут только серые — сторонники секты Каздала. Когда Юлан Дор спрашивает её о людях в зелёном и даже показывает их, она отвечает, что не видит их.
С помощью девушки Юлану Дору удаётся подняться в одну из башен города и активировать древний летательный аппарат. На нём он крадёт таблички из храмов Каздала и Пансиу. Когда таблички исчезли из храмов, люди из разных сект начинают видеть жителей в одежде другого цвета. На улицах начинается бойня — сторонники Пансиу и Каздала убивают друг друга без различия к полу и возрасту. Объединив таблички, Юлан Дор активирует древний механизм, который управляется мозгом Рогола Домедонфорса, умершего пять тысяч лет назад и поддерживаемого в состоянии анабиоза различными механизмами. Узнав, что даже через тысячи лет его подданные остались все также глупы и до сих пор враждуют и убивают друг друга из-за выдуманных различий, он приходит в ярость. По всему городу пробуждаются части его творения — гигантские механические щупальца. Он хватает ими своих подданных, срывает их серые и зелёные одежды и бросает на центральную площадь, где они уже больше не могли сражаться, так как не видели цветов одежды противника. Этими же щупальцами Рогол Домедонфорс за несколько мгновений восстанавливает из руин весь древний город. Испытывая отвращение к его жителям, он объявляет, что намерен уничтожить их всех, а Юлан Дор и Элаи будут основателями нового народа. Чтобы спасти людей, Юлан Дор мечом разбивает сосуд с мозгом и бежит с Элаи на летательном аппарате от агонизирующих щупалец умирающего Рогола Домедонфорса.

## Гайял из Сферы
Неудовлетворённый жизнью в своём родном поселении, юноша по имени Гайял отправляется на поиски Музея Человека, куратор которого, по слухам, знает ответы на все вопросы об окружающем мире. По дороге в развалинах древнего города он находит старика, живущего со своей племянницей, которые проводят свои дни играя на магической флейте. Едва не попав под власть магии заключённой в музыкальном инструменте, Гайял спасается бегством. Когда он проезжал через город Сапонис, его жители мошенническим путём заставили Гайяла ступить на священную землю, чтобы наложить на него наказание. Выбрав самую красивую девушку в городе — Ширл, вдвоём с ней Гайял отправляется в расположенный неподалёку Музей Человека. По требованию обитающего там демона жители Сапониса периодически отправляют самых красивых юношу и девушку города ему в жертву.
Прибыв в Музей, они сумели избежать встречи с существом к которому они были посланы — Бликдаком, правителем мира демонов Джелдред. Гайял и Ширл встречают Керлина — куратора Музея Человека, который не может прогнать Бликдака обратно в его мир, но с помощью магического жезла удерживает его от окончательного проникновения в этот мир. Вследствие долгих тысячелетий проведённых в Музее Керлин практически потерял память и осознание хода времени. Гайял использует аппарат из Музея чтобы вернуть ему память и восстановить сознание. Однако вместе с выздоровлением мозга Керлина начинается стремительное угасание его тела, так как безумие и потеря счёта времени служило основой его долголетия. Втроём они придумывают план уничтожения Бликдака путём наматывания нитей составляющей его субстанции на бобины с помощью роторного механизма. Вскоре после уничтожения Бликдака Керлин умирает, попросив Гайяла и Ширл позаботиться о Музее Человека и огромных знаниях содержащихся в нём.